# Шабан Казимир Аркадійович
Шабан Казимир Аркадійович (22 червня 1922 — 9 липня 1945) — льотчик 809-го штурмового авіаційного полку (264-ї штурмової авіаційної Київської Червонопрапорної ордена Кутузова дивізії, 5-го штурмового авіаційного корпусу, 2-ї повітряної армії, 1-го Українського фронту), старший лейтенант. Герой Радянського Союзу.

## Біографія
Народився 22 червня 1922 року в селі Шабан нині Мінського району Мінської області Білорусі в селянській родині. Білорус. Закінчив 10 класів і аероклуб в Мінську.
У Червону Армію призваний Мінським міськвійськоматом Білоруської РСР в 1940 році. У 1941 році закінчив Тамбовську школу військових пілотів. На фронтах Великої Вітчизняної війни з червня 1943 року. Член ВКП (б) з 1944 року.
Льотчик 809-го штурмового авіаційного полку старший лейтенант Казимир Шабан до липня 1944 року на літаку-штурмовику «Іл-2» зробив сто двадцять три успішні бойові вильоти на штурмовку живої сили і техніки ворога. Брав участь в Курській битві, Корсунь-Шевченківської, Львівсько-Сандомирської наступальних операціях, у звільненні Румунії, Угорщини, Чехословаччини.
Указом Президії Верховної Ради СРСР від 2 серпня 1944 року за зразкове виконання бойових завдань командування і проявлені при цьому мужність і героїзм старшому лейтенанту Шабану Казимиру Аркадійовичу присвоєно звання Героя Радянського Союзу з врученням ордена Леніна і медалі «Золота Зірка».
Після війни продовжував службу у ВПС заступником командира авіаескадрильї. Старший лейтенант К. А. Шабан загинув 9 липня 1945 року в авіакатастрофі на літаку Іл-10 під час виконання службових обов'язків в районі міста Брно. Похований на Другому християнському кладовищі в Одесі.

## Нагороди
Нагороджений орденом Леніна, трьома орденами Червоного Прапора, орденами Олександра Невського, Вітчизняної війни 1-го ступеня, медалями.

## Пам'ять
У Мінську на будівлі школи, в якій навчався Герой, встановлена меморіальна дошка.